# العلاقات الصومالية الفنلندية
العلاقات الصومالية الفنلندية هي العلاقات الثنائية التي تجمع بين الصومال وفنلندا.

## مقارنة بين البلدين
هذه مقارنة عامة ومرجعية للدولتين:
| وجه المقارنة                                              | الصومال                        | فنلندا                                                                               |
| --------------------------------------------------------- | ------------------------------ | ------------------------------------------------------------------------------------ |
| المساحة (كم2)                                             | 637.66 ألف                     | 338.42 ألف                                                                           |
| عدد السكان (نسمة)                                         | 14.74 مليون                    | 5.52 مليون                                                                           |
| الكثافة السكانية (ن./كم²)                                 | 23.12                          | 16.31                                                                                |
| العاصمة                                                   | مقديشو                         | هلسنكي                                                                               |
| اللغة الرسمية                                             | اللغة الصومالية، اللغة العربية | اللغة الفنلندية، اللغة السويدية                                                      |
| العملة                                                    | شلن صومالي                     | يورو، ماركا فنلندية                                                                  |
| الناتج المحلي الإجمالي (بليون دولار)                      | 7.37 مليار                     | 251.88 مليار                                                                         |
| الناتج المحلي الإجمالي (تعادل القوة الشرائية) بليون دولار |                                | 231.84 مليار                                                                         |
| الناتج المحلي الإجمالي الاسمي للفرد دولار أمريكي          | 549                            | 42.31 ألف                                                                            |
| الناتج المحلي الإجمالي للفرد دولار أمريكي                 |                                | 40.68 ألف                                                                            |
| مؤشر التنمية البشرية                                      |                                | 0.883                                                                                |
| رمز المكالمات الدولي                                      | +252                           | +358                                                                                 |
| رمز الإنترنت                                              | .so                            | .fi                                                                                  |
| المنطقة الزمنية                                           | ت ع م+03:00                    | ت ع م+02:00، ت ع م+03:00، أوروبا/هلسنكي ‏، توقيت شرق أوروبا، توقيت شرق أوروبا الصيفي ‏ |

## منظمات دولية مشتركة
يشترك البلدان في عضوية مجموعة من المنظمات الدولية، منها:
| علم المنظمة | اسم المنظمة                               | تاريخ انضمام الصومال | تاريخ انضمام فنلندا |
| ----------- | ----------------------------------------- | -------------------- | ------------------- |
|             | مؤسسة التنمية الدولية                     | 31 أغسطس 1962        | 29 ديسمبر 1960      |
|             | يونسكو                                    | 15 نوفمبر 1960       | 10 أكتوبر 1956      |
|             | الأمم المتحدة                             | 20 سبتمبر 1960       | 14 ديسمبر 1955      |
|             | الفريق المعني برصد الأرض                  | ?                    | ?                   |
|             | الاتحاد البريدي العالمي                   | ?                    | ?                   |
|             | البنك الدولي للإنشاء والتعمير             | 31 أغسطس 1962        | 14 يناير 1948       |
|             | الاتحاد الدولي للاتصالات                  | 28 سبتمبر 1962       | 1 سبتمبر 1920       |
|             | منظمة حظر الأسلحة الكيميائية              | ?                    | ?                   |
|             | مؤسسة التمويل الدولية                     | 31 أغسطس 1962        | 20 يوليو 1956       |
|             | المركز الدولي لتسوية المنازعات الاستشارية | 30 مارس 1968         | 8 فبراير 1969       |
|             | منظمة الشرطة الجنائية الدولية             | ?                    | ?                   |
|             | البنك الإفريقي للتنمية                    | ?                    | ?                   |

## أعلام
هذه قائمة لبعض الشخصيات التي تربطها علاقات بالبلدين:
- مارتي أهتيسآري (23 يونيو 1937 – )

## وصلات خارجية
- موقع وزارة الخارجية الصومالية
- موقع وزارة الخارجية الفنلندية